# Saprinus basalis
Saprinus basalis är en skalbaggsart som beskrevs av Leon Fairmaire 1898. Saprinus basalis ingår i släktet Saprinus och familjen stumpbaggar. Inga underarter finns listade i Catalogue of Life.